# Ходжмен, Джастин
Джастин Ходжмен (англ. Justin Hodgman; род. 27 июня 1988, Брамптон, Онтарио) — канадский хоккеист, центральный нападающий.

## Карьера
Джастин Ходжман начал свою профессиональную карьеру в 2005 году в составе клуба Хоккейной лиги Онтарио «Эри Оттерз». В своём дебютном сезоне Джастин провёл на площадке 57 матчей, набрав в них 20 (7+13) очков, однако уже на следующий год он резко улучшил свою результативность, записав на свой счёт 51 (19+32) результативный балл в 67 играх, став, таким образом, лучшим бомбардиром команды. Сезон 2007/08 стал ещё более успешным для Ходжмана — в 64 встречах он набрал 80 (37+43) очков, вновь став самым результативным хоккеистом «Эри».
Благодаря своей яркой игре, перед стартом плей-офф IHL Джастин был вызван в клуб «Форт-Уэйн Кометс», в составе которого он стал чемпионом лиги, завоевав также звание лучшего игрока серии плей-офф. В следующем сезоне Ходжман сумел повторить все свои прошлогодние достижения, с 66 (22+44) набранными очками вновь став лучшим бомбардиром «Оттерз», а также взяв вместе с «Форт-Уэйн» второй подряд Кубок Тёрнера наряду с очередным званием самого ценного хоккеиста серии плей-офф.
Перед стартом сезона 2009/10 Джастин подписал контракт с клубом Американской хоккейной лиги «Рокфорд АйсХогс», став выступать за его фарм-клуб. Однако спустя некоторое время он был обменян в другой клуб АХЛ «Торонто Марлис», в составе которого за оставшееся время провёл 38 матчей и набрал 12 (7+5) очков. Также в том сезоне Ходжман в третий раз подряд стал чемпионом IHL, которая на следующий год прекратила своё существование. В сезоне 2010/11 Джастин сумел, наконец, закрепиться в роли одного из основных игроков «Торонто», однако по причине травмы он принял участие только в 42 играх, отметившись в них 29 (12+17) набранными очками.
Тем не менее, по окончании сезона он принял решение покинуть Северную Америку, заключив однолетнее соглашение с клубом финской СМ-Лиги «Пеликанс». В новой команде Ходжман сходу стал одним из лидеров, записав на свой счёт 64 (17+47) результативных балла в 76 проведённых матчах, внеся свой вклад в завоевание клубом серебряных медалей первенства. 5 марта 2012 года Джастин продил своё соглашение с «Пеликанс» ещё на один сезон, однако уже два месяца спустя он покинул команду и подписал двухлетний контракт с магнитогорским «Металлургом».

## Достижения
- Обладатель Кубка Тёрнера IHL (3): 2008, 2009, 2010.
- Лучший игрок плей-офф IHL (2): 2008, 2009.
- Серебряный призёр чемпионата Финляндии 2012.

## Статистика выступлений
Последнее обновление: 16 октября 2012 года
|                 |                  |                 | Регулярный сезон | Регулярный сезон | Регулярный сезон | Регулярный сезон | Регулярный сезон | Регулярный сезон | Плей-офф | Плей-офф | Плей-офф | Плей-офф | Плей-офф | Плей-офф |
| Сезон           | Команда          | Лига            | Игр              | Г                | П                | Очк              | +/-              | Штр              | Игр      | Г        | П        | Очк      | +/-      | Штр      |
| --------------- | ---------------- | --------------- | ---------------- | ---------------- | ---------------- | ---------------- | ---------------- | ---------------- | -------- | -------- | -------- | -------- | -------- | -------- |
| 2005/06         | Эри Оттерз       | OHL             | 57               | 7                | 13               | 20               | -7               | 55               | —        | —        | —        | —        | —        | —        |
| 2006/07         | Эри Оттерз       | OHL             | 67               | 19               | 32               | 51               | -29              | 63               | —        | —        | —        | —        | —        | —        |
| 2007/08         | Эри Оттерз       | OHL             | 64               | 37               | 43               | 80               | -10              | 75               | —        | —        | —        | —        | —        | —        |
| 2007/08         | Форт-Уэйн Кометс | IHL             | 11               | 4                | 4                | 8                | --               | 7                | 13       | 7        | 7        | 14       | +11      | 12       |
| 2008/09         | Эри Оттерз       | OHL             | 66               | 24               | 42               | 66               | -5               | 71               | 5        | 0        | 1        | 1        | -7       | 4        |
| 2008/09         | Форт-Уэйн Кометс | IHL             | 6                | 2                | 3                | 5                | +4               | 20               | 11       | 7        | 5        | 12       | +8       | 16       |
| 2009/10         | Толедо Уоллай    | ECHL            | 33               | 9                | 12               | 21               | -9               | 35               | —        | —        | —        | —        | —        | —        |
| 2009/10         | Торонто Марлис   | АХЛ             | 38               | 7                | 5                | 12               | -7               | 23               | —        | —        | —        | —        | —        | —        |
| 2009/10         | Форт-Уэйн Кометс | IHL             | 3                | 1                | 2                | 3                | -1               | 0                | 10       | 4        | 12       | 16       | +6       | 8        |
| 2010/11         | Рединг Ройалз    | ECHL            | 3                | 0                | 1                | 1                | --               | 4                | —        | —        | —        | —        | —        | —        |
| 2010/11         | Торонто Марлис   | АХЛ             | 42               | 12               | 17               | 29               | +7               | 44               | —        | —        | —        | —        | —        | —        |
| 2011/12         | Пеликанс         | СМ-Лига         | 59               | 14               | 39               | 53               | +12              | 123              | 17       | 3        | 8        | 11       | -2       | 42       |
| 2012/13         | Металлург Мг     | КХЛ             | 51               | 11               | 20               | 31               | +5               | 46               | 7        | 1        | 1        | 2        | 0        | 18       |
| Всего в КХЛ     | Всего в КХЛ      | Всего в КХЛ     | 51               | 11               | 20               | 31               | +5               | 46               | 7        | 1        | 1        | 2        | 0        | 18       |
| Всего в карьере | Всего в карьере  | Всего в карьере | 500              | 147              | 233              | 380              | -42              | 566              | 63       | 22       | 34       | 56       | +16      | 100      |